# Xian de Qüxü
Cette page contient des caractères spéciaux ou non latins. S’ils s’affichent mal (▯, ?, etc.), consultez la page d’aide Unicode.
Le xian de Qüxü (chinois simplifié : 曲水县 ; pinyin : Qūshuǐ Xiàn ; tibétain : ཆུ་ཤུར་རྫོང་, Wylie : chu shur rdzong) est un district administratif de la région autonome du Tibet en Chine. Il est placé sous la juridiction de la ville-préfecture de Lhassa.

## Démographie
La population du district était de 32 150 habitants en 1999.

## Édifices
La capitale de Qüxü (Chushur) comprend une célèbre prison. Dolma Kyab et Sonam Gyalpo y ont été emprisonnés.
Le village de Nyetang (en) abrite l'institut théologique bouddhiste du Tibet, fréquenté par 150 étudiants – bouddhas vivants, moines relevant de diverses écoles.